# 大卫·E·科珀
大卫·E·科珀（英語：David E. Cooper，1942年10月1日—），又译作戴维·E·库珀或戴维·库珀，是英国杜伦大学荣休哲学教授。

## 生平
曾任教于牛津大学、迈阿密大学、伦敦大学及萨里大学，并兼任美国、加拿大、德国、马耳他、斯里兰卡及南非等地多所大学的客座教授。科珀曾任英国亚里士多德学会主席，心灵（哲学）学会主席，尼采学会主席，及英国教育哲学学会主席。科珀的研究涉猎广泛，著作涉及语言哲学、教育哲学、伦理学、美学、环境哲学、宗教哲学、东西方哲学史、和当代欧陆哲学特别是海德格尔、尼采以及维特根斯坦。科珀近期致力研究和写作的主题包括环境美学，佛教美学，音乐与自然，花园美学，美与美德，饮食文化，道家哲学，人与动物关系，以及迷思的观念。

## 著作
科珀的著作众多，目前被翻译成中文的有：
- 存在主义（第二版）（Existentialism: a reconstruction 2nd Edition）（2012）
- 花园的哲理（A Philosophy of Gardens）（2011）
- 隐喻（Metaphor）（2007）[2]